# Yael Rosenblut
Yael Maren Rosenblut Binfa (Santiago de Chile, 10 de septiembre de 1978) es una artista visual, curadora y art dealer chilena que ha incursionado principalmente en el arte contemporáneo y el experimentalismo.

## Vida y obra
Estudió diseño en la Bezalel - Academia de artes y diseño de Jerusalén y licenciatura en arte en la Pontificia Universidad Católica de Chile, donde fue alumna de Roberto Farriol, Mónica Bengoa, Gaspar Galaz y Justo Pastor Mellado.
En su trabajo se aprecia una fusión entre el cine, la fotografía y la plástica a través del videoarte e instalaciones; su obra «dialoga con lo histórico y lo contingente, con una cuota de ironía».
Exposiciones y distinciones
Ha participado en varias exposiciones individuales y colectivas de carácter audiovisual e instalaciones durante su carrera, entre ellas en la V Bienal del Mercosur de Porto Alegre (2005), las muestras Caballo de los sueños (2004) en el Museo de Arte Contemporáneo de Santiago, Trilogía del Arte Chileno (2009) en el Museo Nacional de Bellas Artes de Chile, Máquina Blanda (2007) en el Museo de Artes Visuales de Santiago, Vernissage (2006), Escena Pasional del Arte (2007), Sinónimo Mujer (2007) y Chile Channel (2007) en el Centro Cultural Matucana 100, Instants Video en el Festival Internacional de video-poesía en Francia (2008) y Chilensis, Arte Contemporáneo (2010-2011) en el Centro Cultural Palacio de La Moneda, entre otras exposiciones en Chile, América Latina y Europa.